# Max Tennyson
Maxwell Tennyson, conocido simplemente como Max, es un personaje ficticio de la serie de dibujos animados Ben 10, Ben 10: Alien Force, Ben 10: Ultimate Alien y Ben 10: Omniverse creada por Man Of Action y emitida en la señal Cartoon Network. Es uno de los personajes protagonistas de la serie original y un secundario en AF.

## Historia

### Ben 10
En la serie original, se nos presenta a Max como el abuelo paterno tanto de Ben como de Gwen Tennyson, es un tipo bonachón y alegre que disfruta estar con sus nietos y pasar momentos divertidos con ellos. Durante toda la primera temporada, Max aparenta saber más del Omintrix de lo que aparenta, al final de dicha temporada se descubre que Max no tenía una vida "normal" sino que era un magistrado intergaláctico miembro de una organización secreta conocida como "Los Plomeros" (su rango no es revelado hasta AF) y enfrentó junto con ellos a poderosos supervillanos intergalácticos, entre ellos, Vilgax, un poderoso conquistador que desea conseguir el Omnitrix para conquistar el universo.
Durante las tres temporadas siguientes, Max empieza a entrenar a Ben en el uso del Omnitrix, además de descubrirse más sobre el pasado de Max.

### Ben 10: Fuerza Alienígena
Durante las dos primeras temporadas de AF, Max Tennyson desaparece durante una investigación suya, hecho que inquieta a su compañero plomero, el magistrado Labrid. Resulta que Max fue a investigar lo que el suponía los inicios de una invasión alienígena a escala universal perpetrada por los Highbreed. En "Max Out" se reencuentra con Bem, Gwen y Kevin, quienes fueron a rescatar al hermano de Gwen, pero todos son atrapados en una fábrica de Xenosytes. Max usa una bomba para destruir toda la fábrica y este es dado por muerto.
En el episodio "Proyectado" se descubre que la bomba de Max no lo mató sino que lo transportó al Null Void. Max encontró el Null Void esclavizado por alguien que se hacía llamar D'Void. Max, ahora conocido como Wrench, crea una pequeña resistencia conformada por Pierce, Helen, Manny y varios habitantes del Null Void. Ben llega al Null Void a ayudar a la resistencia a derrotar al D'Void, quien no era otro que el Dr. Animo y trataba de invadir la tierra llevándose consigo a todo su ejército.
Tras quedarse un tiempo en el Null Voiid, regresó a la tierra en "la Guerra De Los Mundos" para ayudar a Ben y a su grupo, la "Fuerza Alienígena". Tras la derrota Highbreed, decide quedarse en la Tierra a entrenar a los nuevos héroes.

## Personajes relacionados
- Gwen Tennyson: También conocida como LuckyGirl, es su nieta pelirroja y la única de la familia en heredar los poderes de Verdonna Tennyson (la esposa de Max).
- Ben Tennyson: Conocido en el universo como el legendario Ben 10, es su nieto y el que más lo admira.
- Kenny Tennyson: Su tercer nieto y el único que desconose la doble vida de su abuelo (y de su hermana).

### Héroes en entrenamiento
Desde la tercera temporada, Max entrena un pequeño grupo de superhéroes adolescentes que se preparan para asistir a la academia de Los Plomeros una vez hallan obtenido la aprobación de Max. Estos son:
- Cooper Daniels: Es el hijo plomero de un colega de Max y posee la habilidad de controlar cualquier objeto tecnológico.
- Helen Wheels: Una joven de 14 años; es una híbrida humana/Kinecelerian (especie de XLR8).
- Manny Armstrong: Compañero de armas de Helen, es un híbrido humano/Tetramand (especie de CuatroBrazos).
- Pierce: Es el hermano mayor de Helen, un híbrido humano/alien (su especie es desconocida) con la capacidad de generar espinas de su cuerpo.
- Alan Albright/Heatblast: un joven de 10 años, híbrido humano/Pyronite (especie de Fuego).